# Eleonorov
Eleonorov je samota tvořená opuštěným hospodářským dvorem u Býchor v okrese Kolín ve Středočeském kraji.

## Historie
Poplužní dvůr vybudoval v roce 1864 František Xaverius Horský. V roce 1877 ho zdědil Adolf Richter. Richter ke dvoru přivedl Kolínskou řepařskou drážku. V roce 1924 Adolf Richter zemřel a dvůr spravovala jeho žena Zdena. V roce 1939 ho prodala Dominiku Čiperovi. V roce 1943 na něj byla uvalena nucená správa. V roce 1946 se majetku ujmul syn Dominika Čipery, Jan Čipera. V roce 1948 byl dvůr znárodněn, po roce 1948 sloužil potřebám jednotného zemědělského družstva. Bez údržby byl využíván do roku 1991, kdy jej dostal Jan Čipera, od té doby je využíván příležitostně. Dvůr je pojmenován na počest matky Františka Horského, Eleonory Kasiánové (1780–1826).